# Belek (The Walking Dead)

## Ismertető

### Halálozások
Wayne Dunlap halálának körülményei nem ismertek, de feltételezhető, hogy egy járkáló fertőzte meg a harapásával, amibe belehalt, majd feltámadt. Járkálóként T-Dog és Morales ölte meg. Később Rick és Glenn az ő feldarabolt testéből is használt fel arra, hogy kicselezzék a járkálókat.

### Érdekességek
Ebben az epizódban jelenik meg először Andrea, Merle Dixon, T-Dog, Jim, Morales és Jacqui, valamint ez az első és egyben utolsó megjelenése Wayne Dunlapnak (csak járkálóként látható).
Ez Michelle MacLarennek az első, sorozaton belüli rendezése.

## Szereposztás

### Főszereplők
- Andrew Lincoln... Rick Grimes
- Jon Bernthal... Shane Walsh
- Sarah Wayne Callies... Lori Grimes
- Laurie Holden... Andrea
- Jeffrey DeMunn... Dale Horvath
- Steven Yeun... Glenn Rhee
- Chandler Riggs... Carl Grimes

### További szereplők
- Michael Rooker... Merle Dixon
- Emma Bell... Amy
- Andrew Rothenberg... Jim
- Juan Pareja... Morales

### Vendégszereplők
- IronE Singleton... T-Dog
- Jeryl Prescott Sales... Jacqui